# La legge delle triadi
La legge delle triadi (Soursweet) è un film del 1988 diretto da Mike Newell.